# Liszkojad płatkolicy
Liszkojad płatkolicy (Lobotos oriolinus) – gatunek małego ptaka z rodziny liszkojadów (Campephagidae). Występuje na nieregularnym obszarze w Afryce Środkowej. Ma status niedostateczne dane.

## Taksonomia
Po raz pierwszy gatunek opisał George Latimer Bates w 1909. Holotyp pochodził z Assobam  z okolic rzeki Boumba w południowo-wschodnim Kamerunie. Autor nadał nowemu gatunkowi nazwę Lobotus oriolinus. Nazwa rodzaju została zapisana błędnie; rodzaj Lobotos, do którego obecnie (2020) Międzynarodowy Komitet Ornitologiczny przypisuje liszkojada płatkolicego, był już wcześniej opisany. Bates zdawał sobie sprawę z istnienia drugiego gatunku z tego rodzaju, liszkojada złotobrzuchego (L. obatus), który był znany z ówczesnego Złotego Wybrzeża (obecnie Ghany). Niektórzy autorzy w latach późniejszych traktowali jednak te dwa taksony jako jeden gatunek. Ich przedstawiciele różnią się upierzeniem w stopniu wystarczającym do rozdzielenia ich na dwa gatunki.

## Morfologia
Długość ciała wynosi około 19 cm. U holotypu (samca) długość skrzydła wynosiła 100 mm, górnej krawędzi dzioba – 13 mm, ogona – 85 mm, skoku – 18 mm. Zebrana razem z nim samica miała identyczną długość skoku i dzioba oraz nieznacznie krótsze skrzydła i ogon. Głowa, kark, gardło i górna część piersi mają barwę czarną, niebiesko połyskują. Przy nasadzie dzioba obecne są żółtopomarańczowe przydatki głowowe. Pozostała część upierzenia jaskrawopomarańczowa albo żółta, na skrzydłach bardziej oliwkowa. Skrzydełko i lotki czarne. Tęczówka ciemnobrązowa. Dziób i nogi czarne.

## Zasięg występowania
Zasięg występowania liszkojada płatkolicego obejmuje południowo-wschodnią Nigerię (jedna obserwacja z 1988), południowy Kamerun, południowo-zachodnią Republikę Środkowoafrykańską, północne Kongo i Gabon oraz wschodnią i północno-wschodnią Demokratyczną Republikę Konga. Jego powierzchnia to około 1,79 mln km², jednak pomimo wielkości zasięgu obserwacje są rzadkie.

## Ekologia i zachowanie
Środowiskiem życia liszkojadów płatkolicych są lasy pierwotne, wtórne i dopiero co odradzające się; w Gabonie zostały odnotowane również na skraju wyciętego lasu. W większości środkowo-zachodniej Afryki ptaki te obserwowano w pobliżu rzek, od poziomu morza do 700 m n.p.m. W Demokratycznej Republice Konga odnotowywane były na wysokości 850–1300 m n.p.m. Pożywieniem liszkojadów płatkolicych są gąsienice, prostoskrzydłe (Orthoptera) i inne owady. Często dołączają do wielogatunkowych grup owadożernych ptaków. Przebywają w koronach dojrzałych drzew. Przeważnie milczą, w locie wołają zit albo tsik (transkrypcja anglojęzyczna). Zniesienia w Demokratycznej Republice Konga stwierdzano od grudnia do stycznia, od kwietnia do czerwca i w sierpniu. Poza tym brak informacji o lęgach.

## Status i zagrożenia
IUCN nadaje liszkojadowi płatkolicemu status niedostateczne dane nieprzerwanie od 2000 roku (stan w 2020); wcześniej, w latach 1994 i 1988, uznany został za gatunek najmniejszej troski (LC, Least Concern). BirdLife International uznaje trend liczebności populacji za stabilny ze względu na brak widocznych zagrożeń. Niekorzystne dla tego gatunku mogą okazać się zmiany klimatu. W 2005 liszkojad płatkolicy był nieczęsty po bardzo rzadkiego. Choć ich zasięg występowania jest szeroki, odnotowywane były dotychczas bardzo rzadko; przykładowo w Kamerunie po stwierdzeniach z lat 1952–1953 kolejne miały miejsce w 1999 i 2001. Przyczyny nie są znane. Wycinkę uważano niegdyś za mniej znaczące zagrożenie, jako że liszkojady płatkolice preferują lasy wtórne, choć według doniesień z 2016 roku i te są poddawane wycince.